# Charles Léonard de Baylens

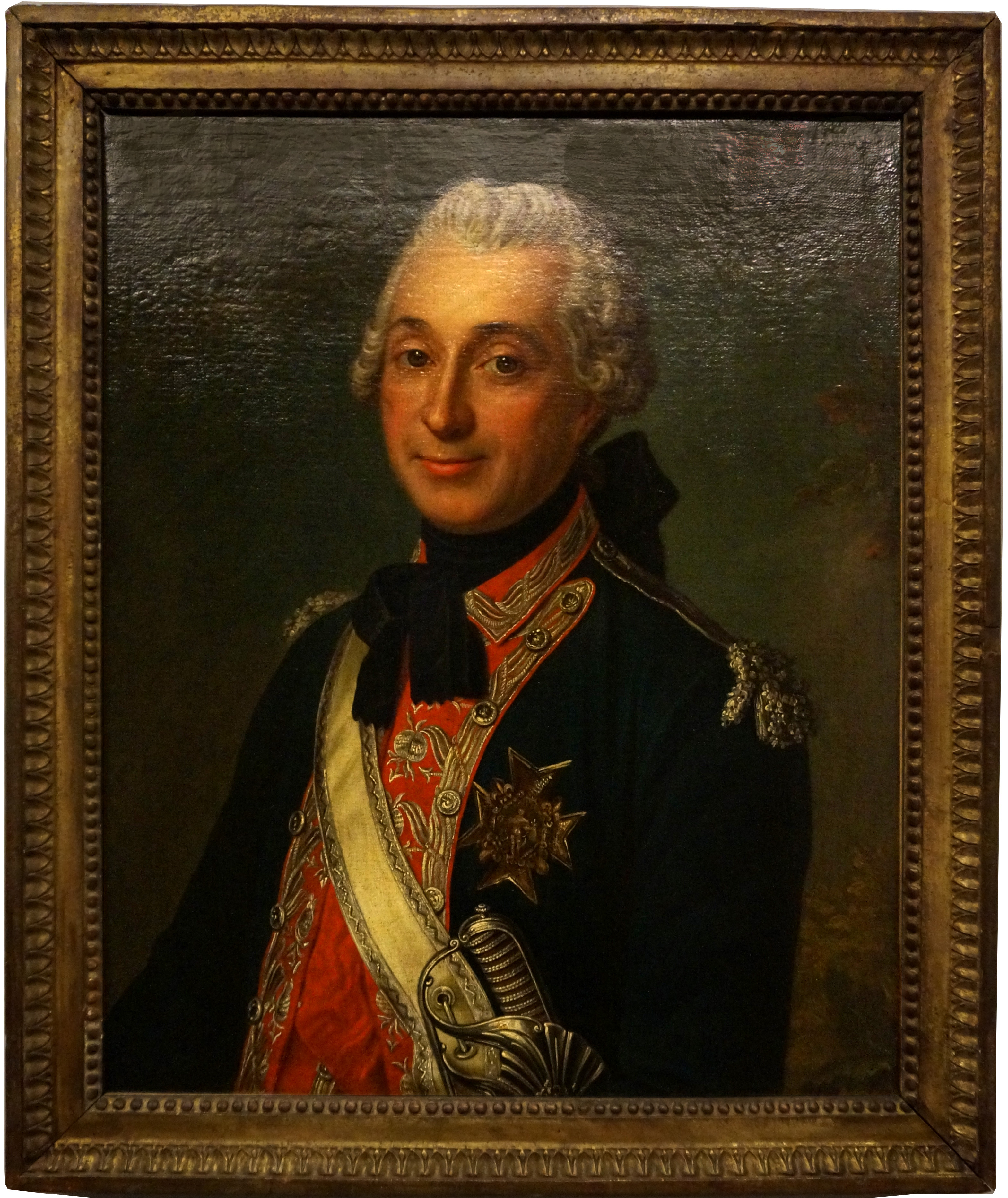
Porträt des Charles Léonard de Baylens (Musée de l’Armée)

Charles Léonard de Baylens, Marquis de Poyanne (* 13. März 1718 in Dax; † 21. Oktober 1781 in Vendôme), war ein französischer Adliger und Militär.

## Leben
Charles Léonard de Baylens war der Sohn von Philippe de Baylens, Marquis de Poyanne, und Marie de Gassion. Er wurde am 5. September 1732 Musketier des Königs in der 2. Kompanie, 1735 Capitaine de Cavalerie, dann Guidon des Gendarmes de la Garde. 1741 wurde er – nach dem Tod des Marquis Jean de Gassion, seines Vetters – Colonel du Régiment de Bretagne Cavalerie. 1742 wurde er – nach dem Tod seines Schwiegervaters – Grand Bailli de Touraine (das Amt gab er 1759 auf). Am 2. Mai 1744 wurde er Brigadier, am 1. Januar 1748 Maréchal de camp, 1754 Inspecteur-général de Cavalerie, 1758 Mestre de camp Lieutenant des Carabiniers des Grafen von Provence, am 1. Mai 1758 Lieutenant-général des Armées du Roi. Am 2. Februar 1767 wurde er in den Orden vom Heiligen Geist aufgenommen.

## Ehe und Familie
Charles Léonard de Baylens heiratete am 8. März 1745 in erster Ehe Antoinette-Madeleine Olivier du Bois de Givry, Marquise de Leuville (* 2. Oktober 1730 in Paris; † 10. Juli 1761 ebenda), Tochter von Louis Thomas du Bois, Marquis de Leuville, Lieutenant-général des Armées du Roi, und Marie Voisin (Le Bois (Adelsgeschlecht)).Ihre Kinder sind:
- Henriette Rosalie (* 24. November 1748; † 4. Oktober 1772); ⚭ 17. Februar 1767 Maximilien Alexis de Béthune-Sully (* 2. Juli 1750; † 24. Juni 1776), Erbherzog von Sully, Sohn von Herzog Maximilien Antoine Armand de Béthune und Louise Gabrielle de Châtillon (Haus Béthune). Das einzige Kind dieser Ehe ist Maximilienne Augustine Henriette de Béthune (* 27. September 1772); sie heiratete in erster Ehe am 15. Juni 1790 Louis François de Béthune († guillotiniert 28. April 1794) und in zweiter Ehe im Jahr 1802 Eugène Alexandre de Montmorency, Duc de Laval († 2. April 1851) (Haus Montmorency). Beide Ehen blieben kinderlos.
- Marie Caroline Charlotte Rosalie (* 5. Januar 1760; † 20. Februar 1828), Marquise de Vandenesse; ⚭ 28. Mai 1778 Hélie Charles de Talleyrand-Périgord (* 3. August 1754; † 31. Januar 1829), Prince de Chalais, Comte de Grignols, 1814 Duc de Périgord, Pair de France (Talleyrand-Périgord)

In zweiter Ehe heiratete Charles Léonard de Baylens am 12. Mai 1764 Marie Augustine d’Érard de Ray (* 1725; † 1785), Witwe von Claude Anne Dupleix, Seigneur de Bacquencourt († 1750), Tochter von René Augustin d’Érard, Baron de Ray, und Marie Françoise Gabrielle de Châteauthierry du Breuil, Baronne de Ray, der zweiten Ehefrau von Jacques Louis des Acres de l’Aigle, 3. Marquis de l‘Aigle.